# Государственный комитет статистики Азербайджана
Государственный комитет статистики Азербайджана (азерб. Azərbaycan Respublikası Dövlət Statistika Komitəsi, Госкомстат, Азерстат) отвечает за сбор, обработку и распространение статистических данных по экономике, демографии и других сферах деятельности в Азербайджанской Республике. Министерство. C 2015 года председателем Комитета является Таир Будагов.

## История

### Период Российской Империи
Статистические управления первоначально были созданы и действовали в Шемахе с 1846 по 1859 годы, в Баку с 1859 года и в Гяндже с 1867 после их включения в русские губернии.
Статистическое бюро Баку существовало при Бакинской городской управе.
До 1917 года, статистические данные были представлены в 20 — 27 таблиц и содержали информацию о населении, его труде, рынке труда, количестве фабрик и заводов, данные по сельскому хозяйству, цены на сырьевые товары, военные данные. 

### Период АДР
При создании Азербайджанской Демократической Республики власти пытались создать центральный орган для сбора статистических данных. Удалось лишь создание отдельных офисов статистики в различных министерствах. 15 ноября 1918 года создан офис статистики в Министерстве государственного имущества. В июле 1919 года создан офис статистики в Департаменте земли Министерства сельского хозяйства. 

### Период Азербайджанской ССР
16 июля 1920 года декретом АзРевКома № 98 образована Временная Коллегия Статистиков. В составе коллегии учреждались ведомственные статистические отделы. Место пребывания коллегии было в Баку. Коллегия была подведомственна Совету Народных Комиссаров. 
С 1924 года в каждом регионе были созданы региональные статистические органы. 
Конституцией Азербайджанской ССР 1927 года учреждено Азербайджанское Центральное Статистическое Управление как отдельный комиссариат в составе Совета Народных Комиссаров Азербайджанской ССР. 
В 1928 году Советом народных комиссаров Азербайджанской ССР создан Центральный статистический департамент. В 1948 году Центральное статистическое управление было передано в подчинение Совета министров Азербайджанской ССР. 
В 1987 году Центральное статистическое управление преобразовано в Государственный комитет по статистике Азербайджанской ССР. Его устав был утвержден Советом Министров в марте 1988 года. 

### Современный период
18 февраля 1994 года создан Государственный комитет по статистике Азербайджанской Республики.

## Структура
Комиссия возглавляется её председателем. Она состоит из Центрального государственного управления, Государственного комитета статистики Нахичеванской АР, Бакинского городского Департамента статистики, 81 районных статистических управлений, Главного управления бухгалтерского учета и Департамента по научным исследованиям и прогнозированию статистических данных. Государственный комитет по статистике Азербайджанской Республики обеспечивает деятельность статистической информационной системы на основе единой методологии в социальной и экономической сферах в стране. Государственный комитет по статистике Азербайджана — независимый центральный орган, регулирующий экономическую статистическо-регистрационную деятельность работающих в системе центральных органов исполнительной власти сотрудников. Комитет осуществляет свою деятельность на основе всестороннего и объективного исследования социально-экономических процессов, происходящих в стране, предоставляет информацию о социально-экономическом положении в стране и отвечает за реализацию политики, направленной на придание значимости роли статистической информации, не ущемляющей прав физических и юридических лиц и защиты их частной жизни. Основными функциями Комитета являются обеспечение объективности статистической информации и соответствие её процессов, происходящих в социальной и экономической сферах в период передачи рыночной экономики; контроль над разработкой и применением технической и экономической информации; анализ статистических информации, расчет социально-экономического и демографического баланса и последующего прогнозирования; поддержание международного сотрудничества в сфере статистики, распространения и обмена статистической информацией, не противоречащей интересам страны, обеспечение органов государственной власти Азербайджанской Республики статистическими материалами, отражающими социально-экономическое положение государства в стране; организация сбора необходимой статистической информации на основе государственных статистических расчетов, проведение применения дополнительного наблюдения, наряду со статистическими данными, обеспечение конфиденциальности государственной и коммерческой тайны и статистической информации и т. д.

## Права Комитета
ГНЦ Азербайджана имеет следующие права для выполнения своих обязанностей:
- разработка законодательных актов, касающегося статистики;
- от исполнительных органов Азербайджанской Республики, юридических лиц, иностранных юридических лиц, действующих на территории Азербайджанской Республики, без выплаты получать полную и достоверную статистическую информацию в соответствии с законодательными актами в соответствии с порядком, объемом и сроками, установленными ГКЦБ Азербайджана
- сотрудничать с соответствующими международными организациями, соответствующими государственными органами иностранных государств в соответствии с законодательством, изучать соответствующий опыт иностранных государств;
- корректировать отчеты при обнаружении фактов искажения, давать обязательные поручения юридическим лицам (их представительствам и членским организациям) для отражения этих корректировок в первичных статистических и бухгалтерских отчетах и других соответствующих документах, запрашивать информацию и ссылки;
- разрабатывать официальные формы статистической отчетности, определять условия и процедуры сбора (за исключением статистики окружающей среды и безопасности труда), исключать утративших значимость официальные статистические отчеты;
- на основании заключенных договоров предоставлять юридическим и физическим лицам статистические услуги, не включенные в программу статистических работ,
- Получить необходимую информацию от центрального органа исполнительной власти, который является государственным реестром юридических лиц (их представительств и филиалов) и индивидуальных предпринимателей, для подготовки и регистрации государственного реестра статистических единиц;
- Публиковать информацию о результатах социально-экономической, демографической и экологической ситуации в Азербайджанской Республике, решать методологические вопросы в области статистики;
- выбирать источник и метод сбора данных для выполнения работ в области статистики, определять форму и время ее распространения;
- привлекать независимых экспертов и специалистов к своей деятельности в порядке, установленном законом;
- использовать статистическую информацию о базе данных соответствующих органов исполнительной власти на основании заключенного договора;
- принимать решения, которые должны выполнять юридические и физические лица в области статистической работы;
- применять административные санкции в порядке, установленном законом, лицам, которые нарушают уставную информацию в пределах своей компетенции и распространяют статистическую тайну;
- осуществлять иные права, предусмотренные законодательством Азербайджанской Республики.[5]

### Статистический совет
Статистический совет при Государственном комитете статистики Азербайджанской Республики (далее - Совет) был создан с целью подготовки и реализации статистических данных в области статистики, а также консультирования по организации, разработке и организации статистики.
Совет руководствуется Конституцией Азербайджанской Республики, законами Азербайджанской Республики, постановлениями и распоряжениями Президента Азербайджанской Республики, постановлениями и распоряжениями Правительства Азербайджанской Республики, Законом Азербайджанской Республики «Об официальной статистике», Положением о Государственном комитете статистики Азербайджанской Республики и настоящим Уставом.
Совет осуществляет свою деятельность совместно с центральными и местными органами исполнительной власти, общественными организациями, а также пользователями статистической информации.

### Апелляционный совет при Государственном комитете статистики Азербайджанской Республики
Апелляционный совет при Государственном комитете статистики Азербайджанской Республики несет ответственность за решения, действия или бездействие Государственного комитета по статистике и его структурных (местных) органов в отношении их предпринимательской деятельности физическими и юридическими лицами, за исключением апелляций, связанных с коррупционными правонарушениями, а также жалоб, поданных кандидатами  по результатам опроса государственной службы .
Функции Апелляционной комиссии следующие:
- Провести тщательное, полное и объективное расследование жалоб, поданных в Апелляционный совет, и принять обоснованное решение по исходу дела;
- Осуществлять контроль за выполнением решений, принятых Апелляционным советом;
- Записывать, просматривать, обобщать жалобы и делать выводы (доклады) Председателю ГНЦ Азербайджана по результатам Апелляционного совета;
- обеспечить осуществление прав и свобод человека и гражданина в пределах их полномочий во время их деятельности и предотвратить их нарушение;
- принимать необходимые меры для защиты государственной и коммерческой тайны и другой информации, запрещенной для раскрытия и распространения по закону в соответствии с законодательством;
- разъяснять решения, принятые Апелляционным советом;
- выполнять иные обязанности, определенные законом и актами Президента Азербайджанской Республики.[7]